# アルダラ
アルダラ（イタリア語: Ardara）は、イタリア共和国サルデーニャ自治州サッサリ県にある、人口約800人の基礎自治体（コムーネ）。

## 地理

### 位置・広がり

#### 隣接コムーネ
隣接するコムーネは以下の通り。
- キアラモンティ
- モーレス
- オツィエーリ
- プロアーゲ
- シーリゴ